# Границі (Люблінське воєводство)
Границі (пол. Granice) — село в Польщі, у гміні Ходель Опольського повіту Люблінського воєводства.
Населення — 600 осіб (2011).

## Демографія
Демографічна структура станом на 31 березня 2011 року:
|          | Загалом | Допрацездатний вік | Працездатний вік | Постпрацездатний вік |
| -------- | ------- | ------------------ | ---------------- | -------------------- |
| Чоловіки | 299     | 79                 | 181              | 39                   |
| Жінки    | 301     | 71                 | 160              | 70                   |
| Разом    | 600     | 150                | 341              | 109                  |